# Westlake (Luizjana)
Westlake – miasto w Stanach Zjednoczonych, w stanie Luizjana, w parafii Calcasieu.